# Сеймур Жозеф Гай
Сеймур Жозеф Гай (англ. Seymour Joseph Guy; 1824 – 1910) — американський художник епохи романтизму.

## Біографія

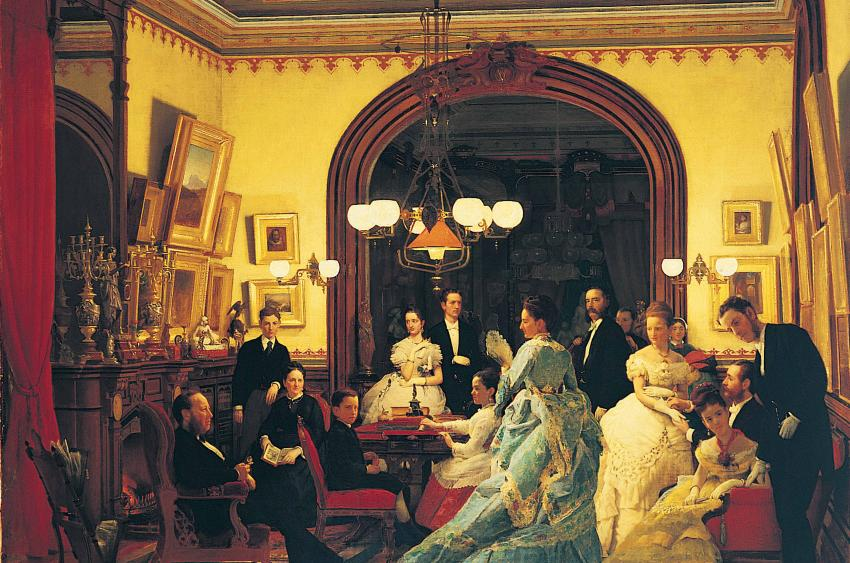
«Збирання до опери» (1974).

Народився і навчався у Лондоні, але згодом переїхав до Нью-Йорку, де став відомим своїми жанровими роботами. Протягом чотирьох років був учнем портретиста Амброзіні Джером (Ambrosini Jerôme). До свого переїзду до Нью-Йорку в 1854 році одружився з дочкою гравера на ім'я Анна Марія Барбер. Він був членом клубу Ескіз, де подружився з Джоном Джорджем Брауном. Вони обидва почали малювати жанрові роботи дітей, ймовірно, інспіровані своїми ж, оскільки Гай мав 9 дітей.
Помер художник 10 грудня 1910 року в своєму будинку у Нью-Йорку.